# Słupno (gromada)
Słupno – dawna gromada, czyli najmniejsza jednostka podziału terytorialnego Polskiej Rzeczypospolitej Ludowej w latach 1954–1972.
Gromady, z gromadzkimi radami narodowymi (GRN) jako organami władzy najniższego stopnia na wsi, funkcjonowały od reformy reorganizującej administrację wiejską przeprowadzonej jesienią 1954 do momentu ich zniesienia z dniem 1 stycznia 1973, tym samym wypierając organizację gminną w latach 1954–1972.
Gromadę Słupno z siedzibą GRN w Słupnie utworzono – jako jedną z 8759 gromad na obszarze Polski – w powiecie płockim w woj. warszawskim, na mocy uchwały nr VI/10/13/54 WRN w Warszawie z dnia 5 października 1954. W skład jednostki weszły obszary dotychczasowych gromad Liszyno, Słupno i Wykowo ze zniesionej gminy Bielino oraz obszar dotychczasowej gromady Szeligi ze zniesionej gminy Miszewo Murowane w tymże powiecie. Dla gromady ustalono 13 członków gromadzkiej rady narodowej.
31 grudnia 1959 z gromady Słupno wyłączono wieś Szeligi, włączając ją do gromady Miszewo Murowane w tymże powiecie, po czym gromadę Słupno zniesiono a jej (pozostały) obszar włączono do gromady Borowiczki tamże.
Na okres 40 lat Słupno utraciło funkcje administracyjne. 1 stycznia 1990 w woj. płockim co prawda utworzono gminę Słupno, ale z siedzibą w Płocku. Słupno stało się jej siedzibą dopiero 30 grudnia 1999.